# Meta Golding
Meta Golding (* 2. November 1971 in Haiti) ist eine haitianisch-US-amerikanische Schauspielerin.

## Leben und Leistungen
Golding ist eine Tochter eines Mitarbeiters der Vereinten Nationen und einer haitianischen Siegerin von Schönheitswettbewerben. Sie wuchs in den Vereinigten Staaten, in Indien, in Frankreich, in Italien und in Haiti auf. In Italien spielte sie in einigen Theaterstücken in der Landessprache. Golding schloss an der Cornell University Studiengänge der Theaterkunst und der Politikwissenschaft ab.
Golding debütierte als Filmschauspielerin in der Komödie Conversations aus dem Jahr 1995, in der sie die Hauptrolle einer arbeitslosen Schauspielerin übernahm. In der Komödie The Way We Are (1997) war sie neben Hilary Swank in einer der größeren Rollen zu sehen. In der Musikkomödie Louis & Frank (1998) spielte sie neben Steve Buscemi und Tony Curtis. Eine größere Rolle übernahm sie in den Jahren 2006 und 2007 in der Fernsehserie Day Break, in der sie die von ihrem Ehemann misshandelte Schwester der Hauptfigur Detective Brett Hopper (Taye Diggs) verkörperte. 2013 übernahm sie die Rolle der Enobaria in dem Science-Fiction-Film Die Tribute von Panem – Catching Fire.
Sie lebt in Los Angeles.

## Filmografie (Auswahl)
- 1995: Conversations (Kurzfilm)
- 1996: The Wayans Bros. (Fernsehserie, 1 Folge)
- 1996: Malcolm & Eddie (Fernsehserie, 2 Folgen)
- 1997: The Way We Are (Quiet Days in Hollywood)
- 1997: … denn zum Küssen sind sie da (Kiss the Girls)
- 1998: Die Schattenkrieger (Fernsehserie, 1 Folge)
- 1998: Louis & Frank
- 2001: On Edge
- 2001, 2005, 2006, 2008: CSI: Den Tätern auf der Spur (CSI: Crime Scene Investigation, Fernsehserie, 4 Folgen)
- 2001: The District – Einsatz in Washington (The District, Fernsehserie, 1 Folge)
- 2004: Cold Case - Kein Opfer ist je vergessen (Cold Case, Fernsehserie, 1 Folge)
- 2005: JAG – Im Auftrag der Ehre (JAG, Fernsehserie, 3 Folgen)
- 2006–2007: Day Break (Fernsehserie, 13 Folgen)
- 2007: Dr. House (House, M.D., Fernsehserie, 1 Folge)
- 2008–2009: Criminal Minds (Fernsehserie, 8 Folgen)
- 2009–2010: Dark Blue (Fernsehserie, 8 Folgen)
- 2010: Navy CIS: L.A. (Fernsehserie, 1 Folge)
- 2011: Surrogates – Mein zweites Ich (Surrogates)
- 2011: The Chicago 8
- 2011: CSI: Miami (Fernsehserie, 1 Folge)
- 2011: Body of Proof (Fernsehserie, 1 Folge)
- 2013: Wings (Kurzfilm)
- 2013: The Tomorrow People (Fernsehserie, 5 Folgen)
- 2013: Die Tribute von Panem – Catching Fire (The Hunger Games: Catching Fire)
- 2015: Die Tribute von Panem – Mockingjay Teil 2 (The Hunger Games: Mockingjay – Part 2)
- 2015: Love Is a Four-Letter Word (Fernsehfilm)
- 2015: Detective Laura Diamond (The Mysteries of Laura, Fernsehserie, 1 Folge)
- 2016: My B.F.F.
- 2017: The Runaround (All Nighter)
- 2017: The Fix
- 2017: Colony (Fernsehserie, 3 Folgen)
- 2018: Behind the Movement (Fernsehfilm)
- 2018–2020: Empire (Fernsehserie, 31 Folgen)
- 2019: The Waiting Room
- 2022: Stalker (Fernsehfilm)
- 2022: Tom Swift (Fernsehserie, 1 Folge)
- 2023: Rabbit Hole (Fernsehserie, 8 Folgen)
- 2025: Ransom Canyon (Fernsehserie)